# 54598 بينور

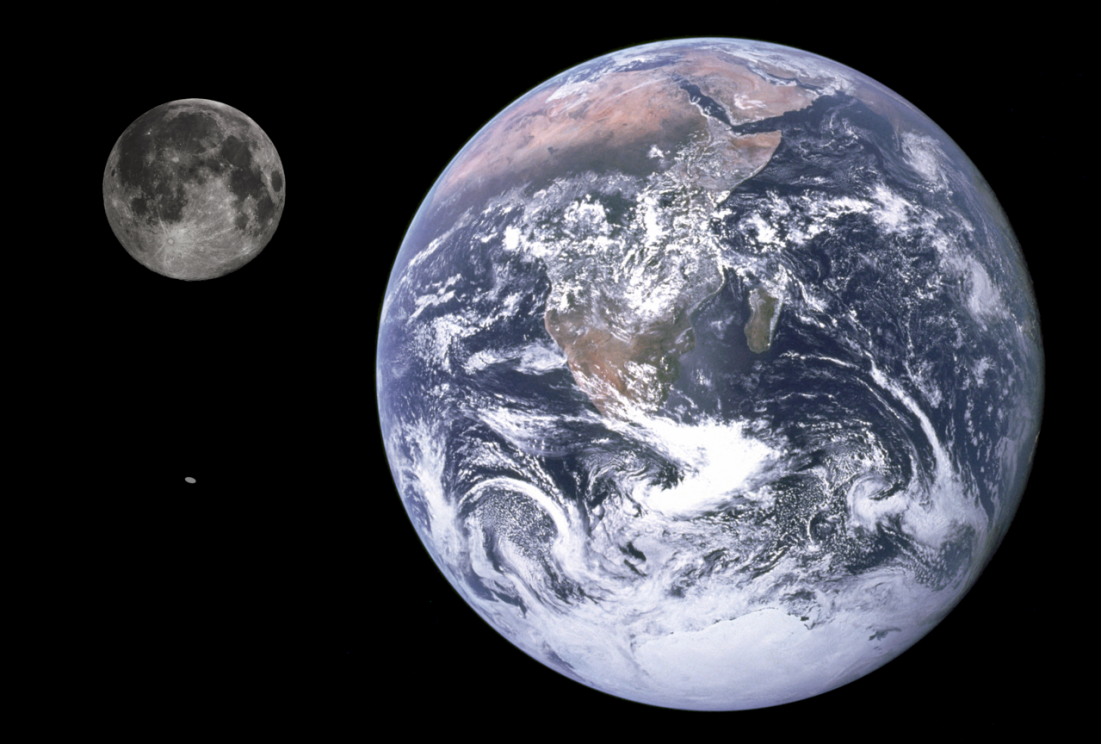
مقارنة الحجم بين بينور (أسفل اليسار، [أنقر لكي تراه]) ،ووالقمر (أعلى اليسار)، و الأرض.

54598 بينور /baɪˈiːnɔːr/ هو قنطور (كوكب بعيد) يلامس مدار أورانوس . تم تسميته على اسم القنطور الأسطوري بينور . أقرب نقطة له من الشمس ( الحضيض ) هي 13.2 وحدة فلكية . اعتبارًا من 2020 يبعد بينور نحو 14.2 وحدة فلكية عن الشمس وسوف يصل إلى الحضيض في يناير 2028. يبلغ قطره حوالي 198 كيلومتر (120 ميل) . ومن خلال تحليل منحنيات الضوء الدورانية والاحتجابات النجمية، تم تحديد أن الجسم له شكل بيضاوي ممدود للغاية. يتوافق منحنى الضوء الخاص به مع تشوهات السطح، أو احتوائه على مناطق ذات اختلافات كبيرة في البياض، أو حتى احتمال وجود قمر له.

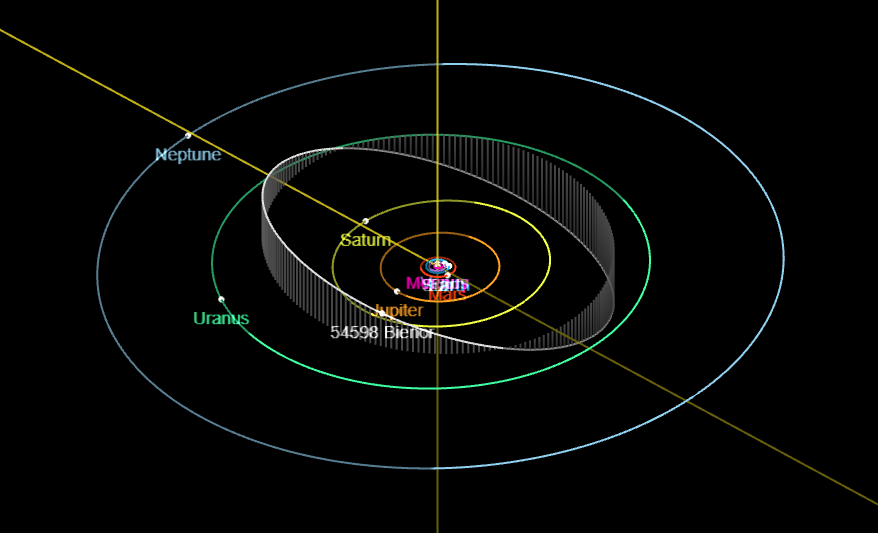
مدار القنطور 54598 بينور

## كويكبات قنطور
مدارات القنطورات المعروفة :
يوضح الرسم البياني مدارات القنطورات المعروفة مقارنةً بمدارات الكواكب. بالنسبة لأجرام مختارة، يُمثل انحراف المدارات بأجزاء حمراء (تمتد من الحضيض إلى الأوج).

مدارات القنطورات المعروفة [ملاحظة 2

تُظهر مدارات القنطورات نطاقًا واسعًا من الانحراف المركزي، من شديدي الانحراف مثل(فولوس، أسبولوس، أميكوس ،و نيسوس) إلى أكثر دائرية (تشيركلو 10199 ؛  و ثيريوس و أوكيرهوي  اللذان يتقاطعان مع مدار زحل).

## اقرأ أيضا
- 944 هيدالغو كويكب قنطور
- تشيركلو 10199
- كايرون 2060

## أقرأ أيضا
- قنطور (كوكب صغير)
- تشيركلو 10199 كوكب قنطور

## روابط خارجية
- قالب:AstDys
- 54598 بينور في قاعدة بيانات مختبر الدفع النفاث لأجرام النظام الشمسي الصغيرة

- الاكتشاف · مخطط المدار ·  العناصر المدارية · المعلمات المادية

- 1953 precovery image by the Palomar Observatory Sky Survey (Bienor is the object at the centre).

1. ↑  For the purpose of this diagram, an object is classified as a centaur if its semi-major axis lies between Jupiter and Neptune